# AGS JH24
Der AGS JH24 war ein Formel-1-Rennwagen des in der Provence ansässigen Teams Automobiles Gonfaronnaises Sportives (AGS), der in den Jahren 1989 und 1990 zu elf Großen Preisen gemeldet wurde. Das Auto war nicht erfolgreich. Das Team erreichte mit ihm nur eine einzige Rennteilnahme; in allen anderen Versuchen scheiterte es mit dem JH24 an der Vorqualifikation.

## Hintergrund
AGS machte zum Jahreswechsel 1988/89 einen schwerwiegenden Wandel durch. Ende 1988 verkaufte der Teamgründer Henri Julien seinen Rennstall an den Unternehmer Cyril de Rouvre, der neue Organisationsstrukturen einzuführen versuchte. Einige Monate zuvor hatte AGS seinen langjährigen Konstrukteur Christian Vanderpleyn verloren: Vanderpleyn war, nachdem er seit 1970 alle Rennwagen des Teams entworfen hatte, im Spätsommer 1988 zu Coloni gewechselt. Sein Nachfolger wurde Claude Galopin, der erst nach dem Vollzug des Eigentümerwechsels mit der Konstruktion eines neuen Autos begann. Dessen Fertigstellung verzögerte sich bis zum Sommer 1989. Infolgedessen musste das Team die erste Hälfte der Saison 1989 mit dem letztjährigen Modell JH23B bestreiten.

## Technik
Der JH24 war eine Konstruktion von Claude Galopin. Er hatte ein neu entworfenes, festeres Monocoque aus kohlenstofffaserverstärktem Kunststoff. Das Auto war kompakt gestaltet. Mit einem Radstand von 2794 mm gehörte es zu den kleinsten Fahrzeugen der 1989er Generation.
Der Motor war um 2,5 cm niedriger eingebaut als beim Vorgängermodell; dadurch ergaben sich Vorteile bei der Gewichtsverteilung und beim Handling. Die Radaufhängung wurde zunächst unverändert vom JH23B übernommen. Im Winter 1989/90 konstruierte Galopin allerdings eine neue Aufhängung, die bei den ersten beiden Rennen der Saison 1990 eingesetzt und später vom JH25 übernommen wurde.
Die Karosserie des JH24 war gänzlich neu gestaltet. Der Wagen hatte eine spitz zulaufende Nase und eine sehr niedrige Cockpiteinfassung. Als Novum gab es eine fließende Motorabdeckung mit einer Airbox, die bis unmittelbar hinter den Kopf des Fahrers reichte. Der Motor war wie beim Vorgänger ein bei Mader vorbereiteter Cosworth DFR; die Kraft wurde über ein im Juni 1989 fertiggestelltes Sechsganggetriebe übertragen, das beim Großen Preis von Kanada – damals noch im JH23B – debütiert hatte.
Der JH24 war technisch unausgereift. Der Kühlkreislauf war zu klein dimensioniert, sodass es bei nahezu jedem Rennen des Jahres 1989 zu Problemen mit der Motorkühlung kam. Auch im Bereich der Bremsen gab es „gravierende Defizite“.
AGS stellte im Laufe des Jahres drei Fahrzeuge vom Typ JH24 her (Fahrgestellnummern 037, 038 und 039). Das erste wurde vor dem Großen Preis von Großbritannien fertiggestellt und an Gabriele Tarquini gegeben. Der Aufbau des zweiten Autos verzögerte sich bis zum Großen Preis von Belgien im September 1989, das dritte Auto entstand erst im Herbst 1989.

## Renneinsätze

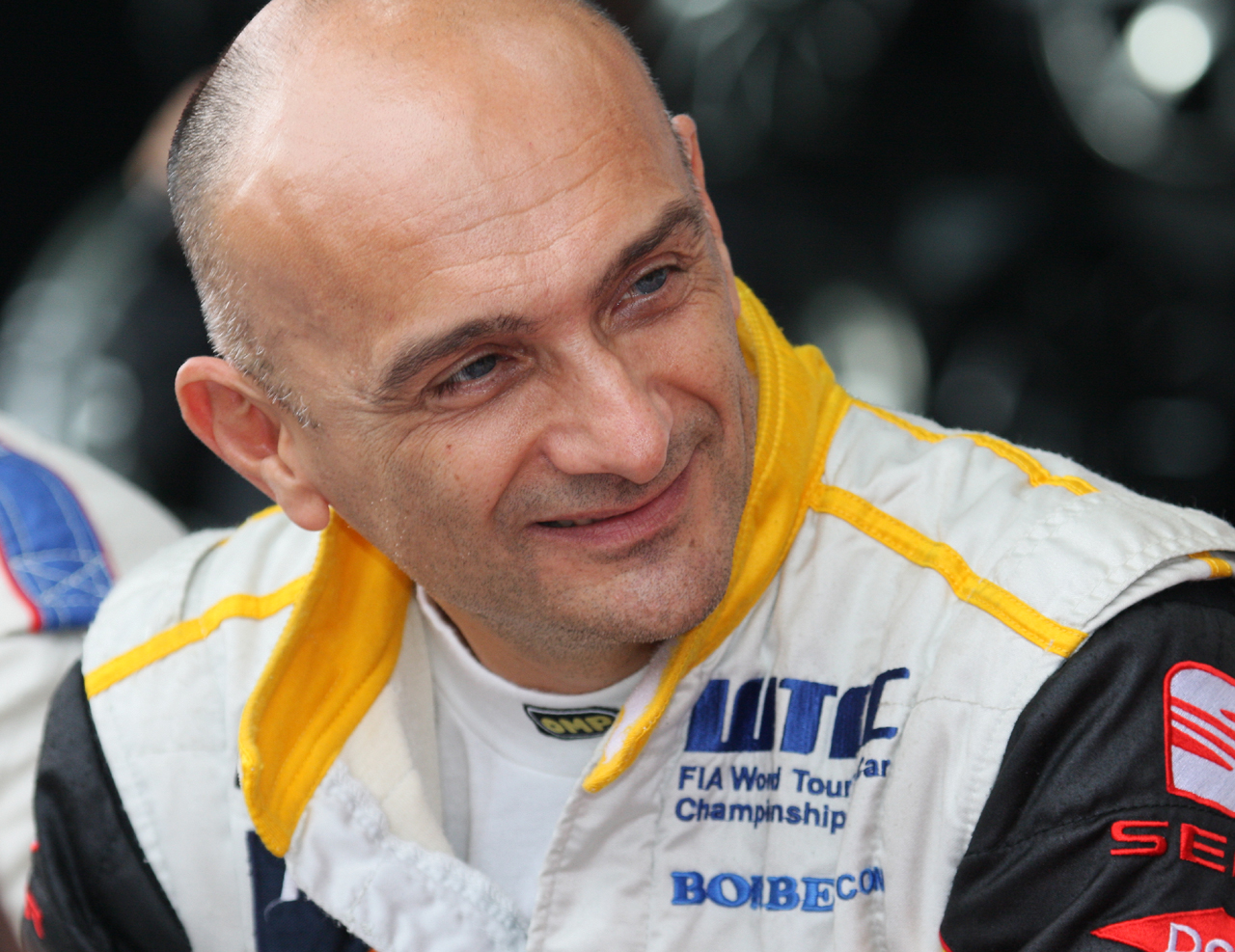
Keine einzige Rennteilnahme im AGS JH24: Gabriele Tarquini

### 1989
AGS bestritt mit dem JH24 nur die zweite Hälfte der Saison 1989. Fahrer waren Gabriele Tarquini und Yannick Dalmas, der im Frühsommer 1989 Joachim Winkelhock ersetzt hatte.
Ein besonderes Problem dieser Saison war die Vorqualifikation, die angesichts eines ungewöhnlich großen Starterfeldes erforderlich geworden war. In ihr mussten die nach Maßgabe der Vorsaison schwächsten Teams gegeneinander antreten. Abgesehen davon war die Vorqualifikation auch für solche Teams vorgeschrieben, die 1988 nur ein Auto eingesetzt hatten, 1989 aber zwei Wagen meldeten: In diesem Fall unterlag jedenfalls das neu gemeldete zweite Auto der Vorqualifikation. Das betraf auch AGS: Ein Auto musste sich vorqualifizieren, das zweite Auto hingegen – das von Tarquini – hatte einen sicheren Startplatz. Da AGS allerdings mit dem veralteten JH23B in der ersten Saisonhälfte keine hinreichenden Ergebnisse einfahren konnte, unterlag ab August 1989 auch das bislang gesetzte Auto der Vorqualifikation.
Als der JH24 im Juli 1989 endlich fertiggestellt war, erwies sich die Vorqualifikation als besondere Hürde. AGS gelang es im Laufe der Saison 1989 nicht, die Probleme des JH24 in den Griff zu bekommen. Angesichts eines nach wie vor knappen Budgets gab es nahezu keine Testfahrten, sodass die relevanten Daten über das Fahrzeug nur bei den Rennveranstaltungen selbst erhoben werden konnten. Da aber beide Fahrer mit dem unerprobten und teilweise improvisierten Auto regelmäßig an der Vorqualifikation scheiterten, hatte das Team wenig Möglichkeiten, den Wagen kennenzulernen und zu verbessern.
Tarquini und Dalmas scheiterten 1989 bei jedem Großen Preis an der Vorqualifikation.

### 1990
AGS meldete den nur im Bereich der Radaufhängung verbesserten JH24, ohne ihn ausdrücklich als B-Version zu bezeichnen, für die ersten beiden Rennen der Saison 1990. Fahrer waren erneut Tarquini und Dalmas. Tarquini verpasste wiederum bei beiden Anläufen die Vorqualifikation, Dalmas hingegen gelang es beim Großen Preis von Brasilien, die Vorqualifikation zu bestehen; sodann qualifizierte er sich mit einem Rückstand von 3,8 Sekunden auf die Pole-Zeit von Ayrton Senna für den letzten Startplatz. Im Rennen fiel er nach 28 Runden infolge eines Aufhängungsbruchs aus.
Nach diesem Rennen wurde der JH24 durch den von Michel Costa konstruierten JH25 ersetzt.

## Rennergebnisse: Überblick
AGS JH24 - Cosworth DFR V8
| Fahrer               | Nr.                  | 1 | 2 | 3 | 4 | 5 | 6 | 7 | 8   | 9    | 10   | 11   | 12   | 13   | 14   | 15   | 16   | Punkte | Rang |
| -------------------- | -------------------- | - | - | - | - | - | - | - | --- | ---- | ---- | ---- | ---- | ---- | ---- | ---- | ---- | ------ | ---- |
| Formel-1-Saison 1989 | Formel-1-Saison 1989 |   |   |   |   |   |   |   |     |      |      |      |      |      |      |      |      | 1/0    | 15.  |
| Gabriele Tarquini    | 40                   |   |   |   |   |   |   |   | DNQ | DNPQ | DNPQ | DNPQ | DNPQ | DNPQ | DNPQ | DNPQ | DNPQ | 1/0    | 15.  |
| Yannick Dalmas       | 41                   |   |   |   |   |   |   |   |     |      |      | DNPQ | DNPQ | DNPQ | DNPQ | DNPQ | DNPQ | 1/0    | 15.  |

AGS JH24 - Cosworth DFR V8
| Fahrer               | Nr.                  | 1    | 2    | 3 | 4 | 5 | 6 | 7 | 8 | 9 | 10 | 11 | 12 | 13 | 14 | 15 | 16 | Punkte | Rang |
| -------------------- | -------------------- | ---- | ---- | - | - | - | - | - | - | - | -- | -- | -- | -- | -- | -- | -- | ------ | ---- |
| Formel-1-Saison 1990 | Formel-1-Saison 1990 |      |      |   |   |   |   |   |   |   |    |    |    |    |    |    |    | 0      | −    |
| Gabriele Tarquini    | 17                   | DNPQ | DNPQ |   |   |   |   |   |   |   |    |    |    |    |    |    |    | 0      | −    |
| Yannick Dalmas       | 18                   | DNPQ | DNF  |   |   |   |   |   |   |   |    |    |    |    |    |    |    | 0      | −    |

Die restliche Saison wurde mit dem Nachfolgemodell, dem AGS JH25, gefahren.
| Legende  | Legende            | Legende                                                          |
| Farbe    | Abkürzung          | Bedeutung                                                        |
| -------- | ------------------ | ---------------------------------------------------------------- |
| Gold     | –                  | Sieg                                                             |
| Silber   | –                  | 2. Platz                                                         |
| Bronze   | –                  | 3. Platz                                                         |
| Grün     | –                  | Platzierung in den Punkten                                       |
| Blau     | –                  | Klassifiziert außerhalb der Punkteränge                          |
| Violett  | DNF                | Rennen nicht beendet (did not finish)                            |
| Violett  | NC                 | nicht klassifiziert (not classified)                             |
| Rot      | DNQ                | nicht qualifiziert (did not qualify)                             |
| Rot      | DNPQ               | in Vorqualifikation gescheitert (did not pre-qualify)            |
| Schwarz  | DSQ                | disqualifiziert (disqualified)                                   |
| Weiß     | DNS                | nicht am Start (did not start)                                   |
| Weiß     | WD                 | zurückgezogen (withdrawn)                                        |
| Hellblau | PO                 | nur am Training teilgenommen (practiced only)                    |
| Hellblau | TD                 | Freitags-Testfahrer (test driver)                                |
| ohne     | DNP                | nicht am Training teilgenommen (did not practice)                |
| ohne     | INJ                | verletzt oder krank (injured)                                    |
| ohne     | EX                 | ausgeschlossen (excluded)                                        |
| ohne     | DNA                | nicht erschienen (did not arrive)                                |
| ohne     | C                  | Rennen abgesagt (cancelled)                                      |
| ohne     | keine WM-Teilnahme |                                                                  |
| sonstige | P/fett             | Pole-Position                                                    |
| sonstige | 1/2/3/4/5/6/7/8    | Punktplatzierung im Sprint-/Qualifikationsrennen                 |
| sonstige | SR/kursiv          | Schnellste Rennrunde                                             |
| sonstige | *                  | nicht im Ziel, aufgrund der zurückgelegten Distanz aber gewertet |
| sonstige | ()                 | Streichresultate                                                 |
| sonstige | unterstrichen      | Führender in der Gesamtwertung                                   |

## Weitere Verwendung
Zwei der drei AGS JH24 gehörten in den 1990er-Jahren eine Zeit lang zum Inventar der AGS-Rennfahrerschule. Sie wurden von zahlenden Kunden bei privaten Fahrten auf dem Kurs von Le Luc eingesetzt. Nach Maßgabe ihrer Internetseite verfügte die Fahrschule im Jahr 2012 über fünf Exemplare des JH24.